# Master Harold... and the Boys
Master Harold...and the Boys (Brasil: Um Mestre em Minha Vida ) é um filme do gênero drama lançado na África do Sul em 2010. Foi baseado na peça de teatro de Athol Fugard.

## Sinopse
Situado em Port Elizabeth, África do Sul, durante os dias iniciais do apartheid. A história lida com a vinda de Hally, de dezessete anos de idade, é um branco Sul Africano que tem uma má relação com seu pai biológico e está dividido entre as expectativas e opiniões dele, de seu pai e de seus pais substitutos, os garçons negros chamados Sam e Willie.

## Elenco
- Ving Rhames ... Sam
- Freddie Highmore ... Hally Ballard
- Patrick Mofokeng ... Willie
- Jennifer Steyn ,,, Betty Ballard
- Michael Maxwell ... Harold Ballard
- Redd-Valentino Debray .... Hally (jovem)
- Zoliswa Kawe ... Myriam
- Bongo Mbutuma ... Elias
- Nceba Mpiliswana ... Owigi
- Vuyisile Pandle ... Winston

## Produção
Mestre Harold and the Boys começou a ser filmado dentro e ao redor da Cidade do Cabo, África do Sul, em meados de janeiro de 2009, durante um período de cinco semanas. É um dos primeiros filmes de longa metragem na África do Sul a ser filmado com o formato red digital câmera. Este filme tem um orçamento de pouco menos de US $ 3 milhões. Com exceção de seus dois atores internacionais (Freddie Highmore e Ving Rhames), Nugent e diretor americano Lonny Price, este filme é um filme totalmente Sul-Africano. Water em frente aos Correios de pós-produção deste filme, com Spier Films proprietária de copyright. Todo o HOD do (Chefe do Departamento) são Sul Africano, incluindo o diretor de fotografia Lance Gewer do Tsotsi premiado com o Óscar, o editor Ronelle Loots, o desenhista de produção Tom Gubb e Pierre Viennings (do figurino). Philip Miller compôs a música.